# Liivaküla (Lääne-Nigula)
Koordinaten: 58° 49′ N, 23° 45′ O
Liivaküla ist ein Dorf (estnisch küla) in der Landgemeinde Lääne-Nigula (bis 2017: Landgemeinde Martna) im Kreis Lääne in Estland.
Der Ort hat 14 Einwohner (Stand 31. Dezember 2011).